# كلاتة سبز
كلاتة سبز (بالفارسية: کلاته سبز) هي قرية تقع في قسم فريمان الريفي في إيران. يقدر عدد سكانها بـ 200 نسمة .